# Александро-Ерша
Александро-Ерша — деревня в Дзержинском районе Красноярского края. Административный центр Александро-Ершинского сельсовета.

## История
Деревня была основана в 1897 году. По данным 1926 года в Александро-Ерше имелось 124 хозяйства и проживало 650 человек (322 мужчины и 328 женщин). В национальном составе населения преобладали белорусы. В административном отношении являлась центром и единственным населённым пунктом Александро-Ершинского сельсовета Канского района Канского округа Сибирского края.

## Население
| 2010 |
| ---- |
| 439  |